# Kaspar Julian Draniewicz

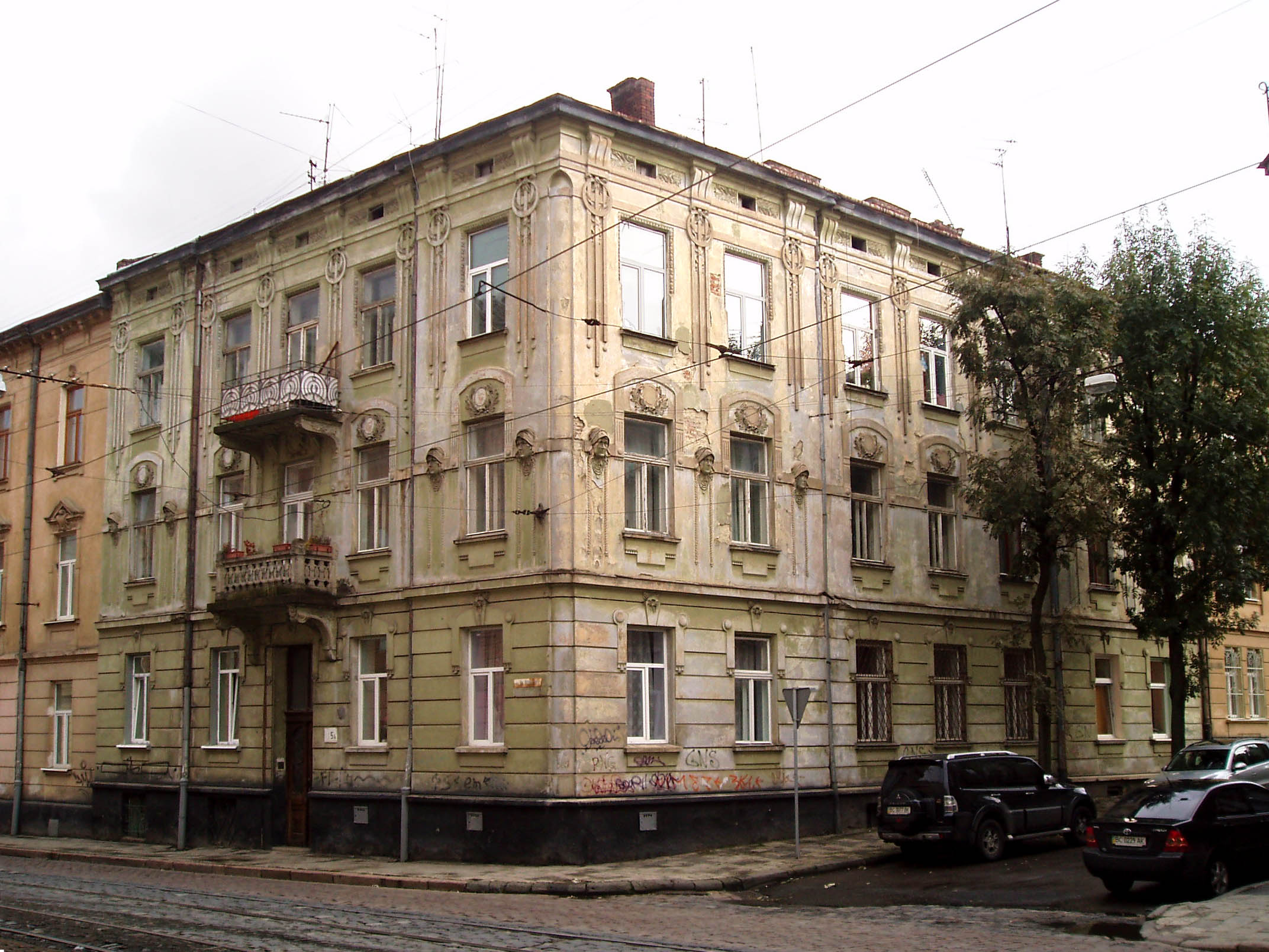
Kamienica przy ulicy Pełczyńskiej we Lwowie (obecnie ul. Dmytra Witowskiego 5a)

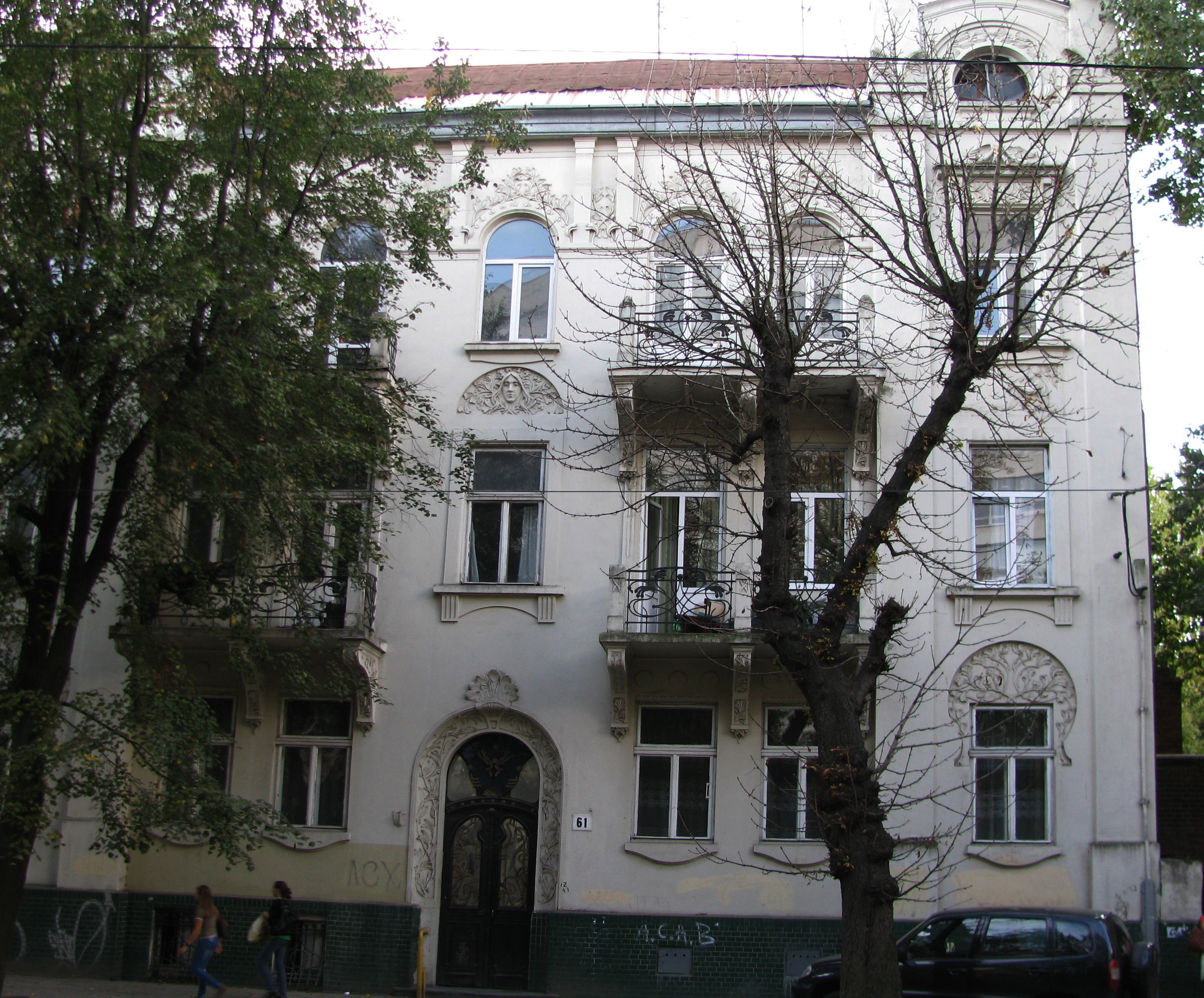
Kamienica przy ulicy Leona Sapiechy we Lwowie (obecnie ul. Stepana Bandery 61)

Kaspar Julian Draniewicz (ur. 1867 we Lwowie, zm. po 1939) – polski architekt związany twórczością ze Lwowem.

## Życiorys
Studiował w Szkole Przemysłowej, a następnie od 1885 do 1895 praktykował w lwowskich firmach budowlanych. W 1895 otrzymał uprawnienia architekta i założył własną pracownię projektową, razem z Edmundem Pliszewskim prowadził przy ulicy 29 listopada we Lwowie zakład produkujący dekoracje architektoniczne. Na potrzeby tej pracowni pracował również rzeźbiarz Józef Szebest. Był członkiem i przewodniczącym lwowskiego Towarzystwa Przemysłowego Stolarzy, Murarzy i Kamieniarzy. Jego losy po 1939 nie są znane.

## Dorobek architektoniczny
- Willa M. Bulgarina przy ulicy Augustyna Kordeckiego we Lwowie (obecnie ul. Ołeny Stepaniwnej 31), współautor Stanisław Dec /1900-1901/;
- Kamienica przy Pasażu Fellerów we Lwowie (obecnie ul. Kostii Michalczuka 2/4) /1906/;
- Kamienica przy ulicy Teofila Lenartowicza 11a we Lwowie (obecnie ul. Iwana Neczuja-Lewickiego 13), współautor Salomon Rimer /1906-1907/;
- Kamienica przy ulicy Pełczyńskiej we Lwowie (obecnie ul. Dmytra Witowskiego 5a), na elewacji rzeźby Józefa Szebesta /1906-1907/;
- Własny budynek mieszkalny przy ulicy Leona Sapiechy we Lwowie (obecnie ul. Stepana Bandery 59-61), współautor Ignacy Winiarz /1906/.